# أندرو روبنسون (لاعب كرة قاعدة)
أندرو روبنسون (بالإنجليزية: Trayvon Andrew Dwayne Robinson)‏ هو لاعب كرة قاعدة أمريكي، ولد في 1 سبتمبر 1987 في لوس أنجلوس في الولايات المتحدة.

## وصلات خارجية
- أندرو روبنسون على موقع دوري كرة القاعدة الرئيسي (الإنجليزية)
- أندرو روبنسون على موقعبيزبول رفرنس.كوم (الدوري الرئيسي) (الإنجليزية)
- أندرو روبنسون على موقعبيزبول رفرنس.كوم (الدوري الثانوي) (الإنجليزية)
- أندرو روبنسون على موقع إي إس بي إن.كوم (أم.أل.بي) (الإنجليزية)
- أندرو روبنسون على موقع مشجعي الرسوم البيانية (الإنجليزية)